# Monte Bird
El monte Bird es un volcán en escudo en la Antártida. Mide 1765 m de alto y se encuentra a unos 10 km al sur del cabo Bird, la extremidad norte de la isla Ross. Fue cartografiado por la Expedición Discovery 1901-1904, liderada por  Robert Falcon Scott, y aparentemente fue nombrado en referencia al cabo Bird. Sobre sus laderas se encuentran los glaciares Shell y  Pedemonte Endevour.